# Étrelles
Pour les articles homonymes, voir Étrelles (homonymie).
Étrelles est une commune française située dans le département d'Ille-et-Vilaine en région Bretagne, peuplée de 2 670 habitants (les Étrellais).

## Géographie

### Situation

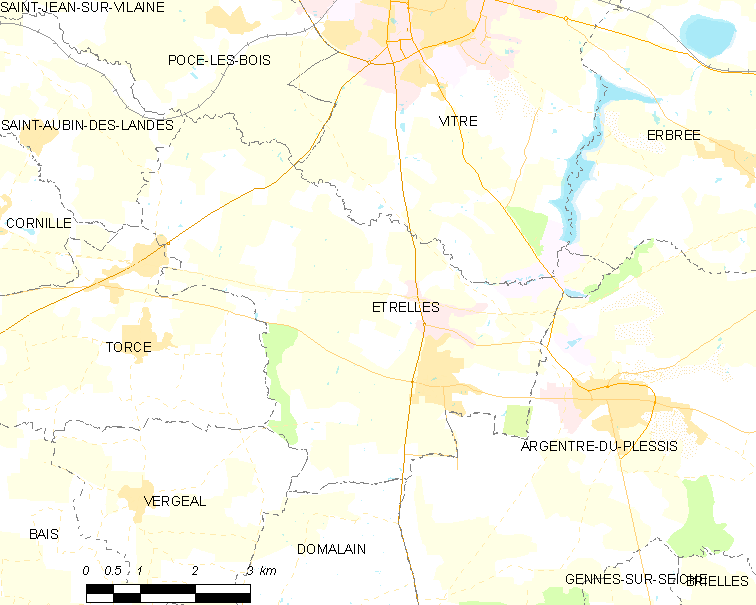
Carte de la commune d'Étrelles.

Étrelles est située à l'est de l'Ille-et-Vilaine, au sud de Vitré. La commune, située dans la partie orientale du bassin de Rennes, est limitée au nord par la Valière (qui forme la limite communale avec Vitré) ; à l'ouest la limite de son finage avec celui de la commune de Torcé suit un temps le ruisseau de la Largère ; au sud-ouest le ruisseau de l'Ébouel forme limite avec la commune de Domalain ; en limite est de la commune, on trouve l'étang de Beuvron, qui figure à la liste des sites classés d'Ille-et-Vilaine depuis 1943 et le ruisseau du Passoir, qui forment limite avec Argentré-du-Plessis.
| Saint-Aubin-des-Landes | Pocé-les-Bois | Vitré               |
| Torcé                  | Étrelles      | Erbrée              |
| Vergéal                | Domalain      | Argentré-du-Plessis |

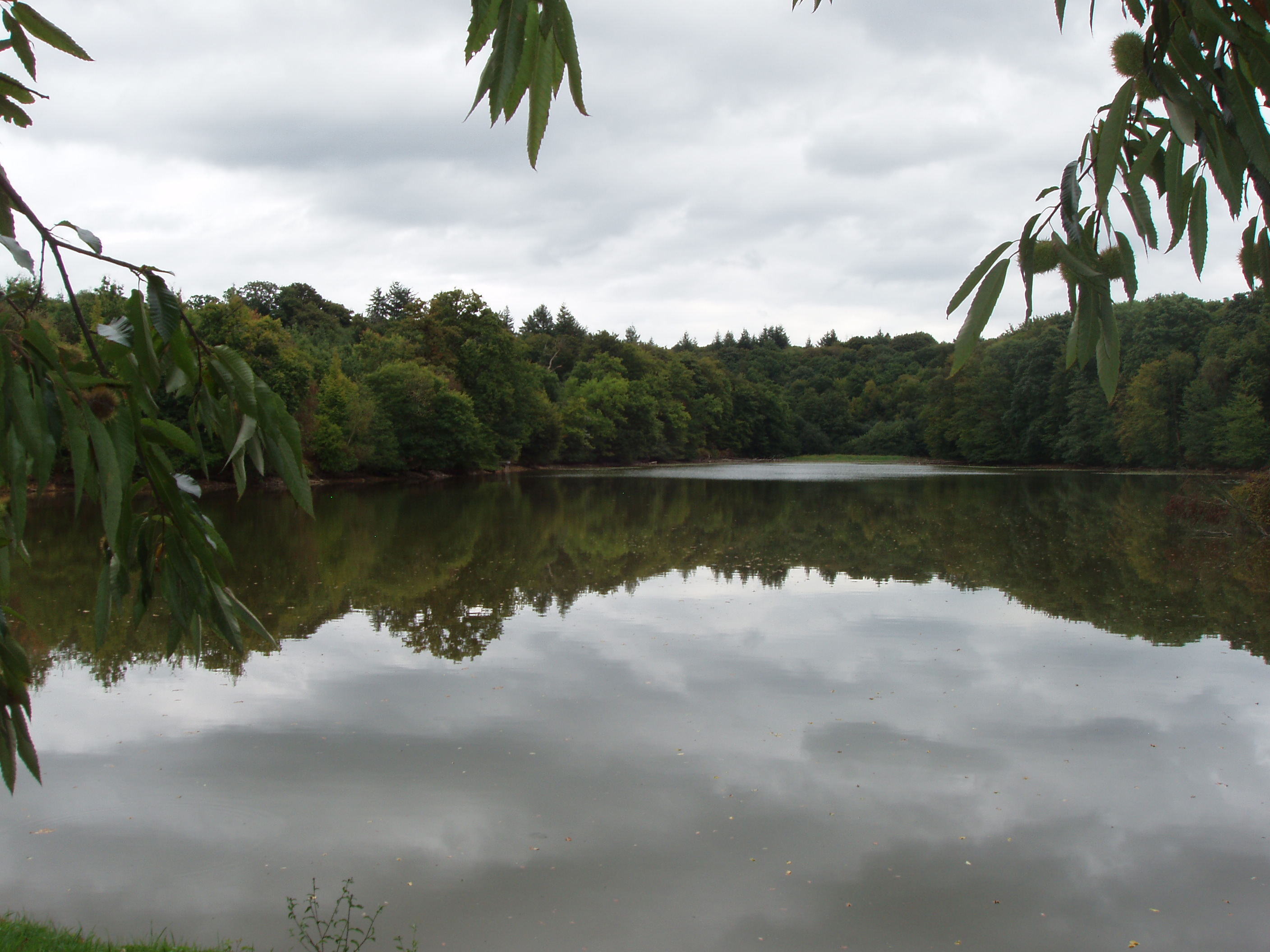
Le fond de l'étang de Beuvron.

### Relief et hydrographie
Le finage communal est situé sur la rive gauche de la Valière et est traversé par plusieurs de ses affluents : le ruisseau du Passoir en limite est, le ruisseau du Hill (qui provient d'Argentré-du-Plessis) et ses affluents, le ruisseau de Voloir et le ruisseau de l'Ébouel, le ruisseau de la Peudavinière et son propre affluent le ruisseau de la Matelais). Le ruisseau de la Largère est un affluent du ruisseau de la Bichetière qui se jette directement dans la Vilaine.
Les altitudes sont presque partout comprises entre 100 et 80 mètres, avec de faibles dénivelés, s'abaissant toutefois dans la partie aval de la vallée de la Valière aux alentours du Pont d'Étrelles. Le bourg est vers 90 mètres d'altitude, situé sur un modeste interfluve entre les ruisseaux de la Matelais et du Voloir.

### Paysages
Le paysage rural traditionnel est le bocage, très modifié par les remembrements survenus et la périurbanisation, avec un habitat dispersé en nombreux écarts formés de hameaux et fermes isolées.
La commune possède deux bois importants : le bois d'Étrelles à sa limite ouest (avec Torcé) et le bois du Pinel à sa limite sud (avec Saint-Germain-du-Pinel).

### Transports
La commune est desservie par la ligne de bus gratuite de Vitré vers La Guerche-de-Bretagne mise à disposition par Vitré Communauté, ainsi que par la ligne de bus ETV.com de Vitré Communauté, unique ligne payante du réseau. Elle relie la gare de Vitré aux parcs d'activités Hydris et Cap Bretagne 1 et 2.
Le territoire communal d'Étrelles est traversé par deux importantes infrastructures :
- la route nationale 157 (route nationale 12 jusqu'en 1952) qui permet de relier Rennes à Paris, avec un échangeur au carrefour avec la D 178, qui a suscité la création d'une zone d'activité économique (parc d'activité d'Étrelles nord, technopole Cap Bretagne, zones s'activité de la Planchais et de la Vigne) et un autre échangeur sur la commune voisine de Torcé, qui a pu contribuer au développement démographique du bourg, ainsi qu'au développement économique, avec la création d'une importante zone d'activités industrielle (parc d'activités de Torcé, qui déborde sur le territoire de la commune d'Étrelles) ;
- la ligne LGV Bretagne-Pays de la Loire, en chantier courant 2013, qui est le prolongement à l'ouest de la LGV Atlantique, permettant de rapprocher Rennes de Paris.

À noter aussi en 2013 la création d'un nouveau tronçon routier sur la route départementale 777, permettant de sécuriser l'accès à Vitré.
Par le passé, le territoire communal était traversé par la route nationale 178 allant de Vitré à La Guerche-de-Bretagne (actuelle D 178) ainsi que par la voie ferrée allant de Vitré à La Guerche, désormais transformée en voie verte

### Hydrographie
Pour un article plus général, voir Réseau hydrographique d'Ille-et-Vilaine.
La commune est située dans le bassin Loire-Bretagne. Elle est drainée par la Valière, la valière, la Bichetière, le Hill, le Passoir, la Peudavenière, le ruisseau de la Matelais, le ruisseau de l'Ébouel, le ruisseau de Voloir, le ruisseau du Herveleux et le ruisseau du Mas,,.
La Valière, d'une longueur de 28 km, prend sa source dans la commune de Saint-Pierre-la-Cour et se jette  dans la Vilaine à Saint-Aubin-des-Landes, après avoir traversé six communes. 
La Bichetière, d'une longueur de 11 km, prend sa source dans la commune  et se jette  dans la Vilaine à Saint-Aubin-des-Landes, après avoir traversé quatre communes. 

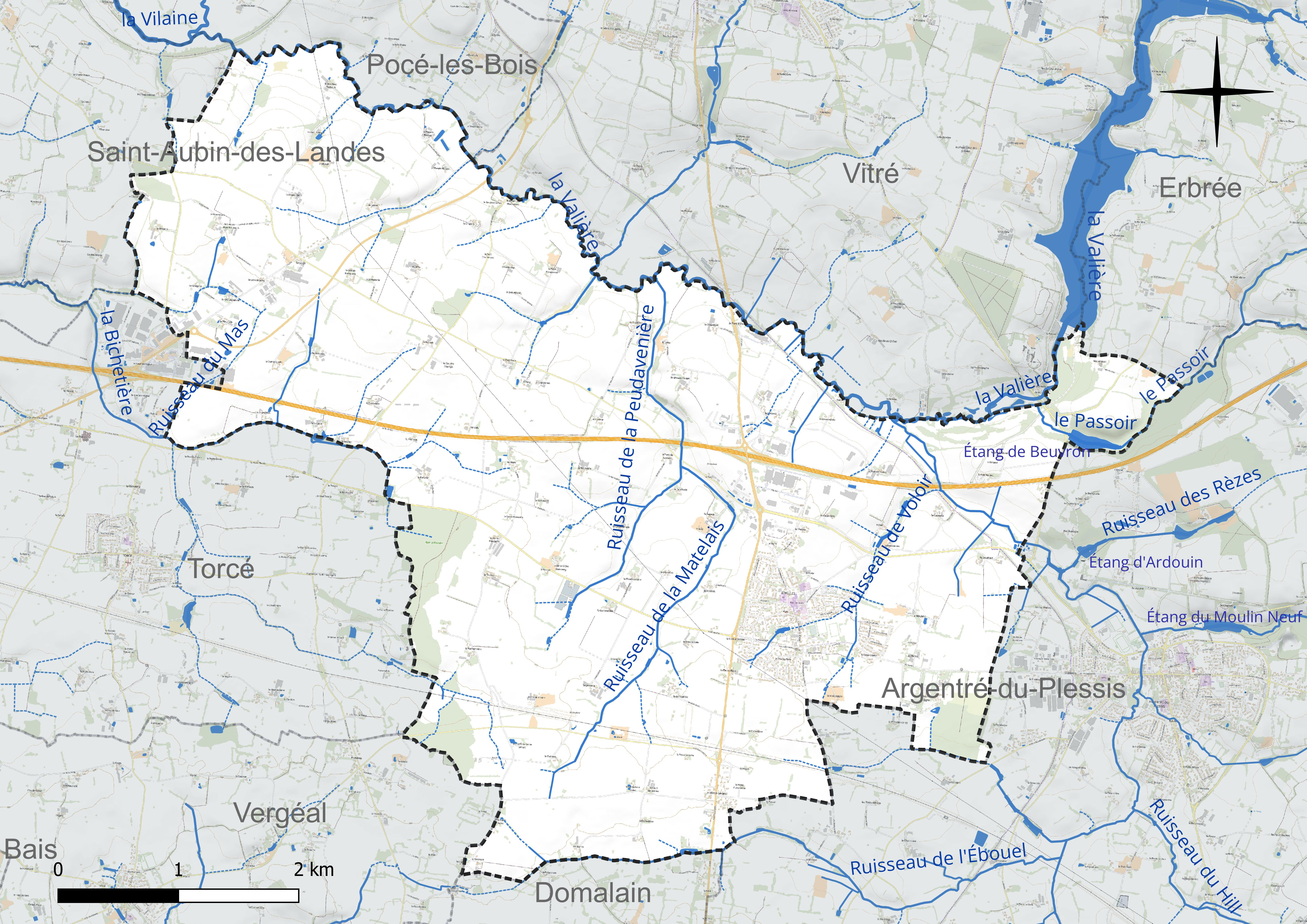
Réseau hydrographique d'Étrelles.

Deux plans d'eau complètent le réseau hydrographique : le plan d'eau de la Valière, d'une superficie totale de 95,9 ha (0,31 ha sur la commune) et l'étang de Beuvron (3,58 ha),.

### Climat
Pour des articles plus généraux, voir Climat de la Bretagne et Climat d'Ille-et-Vilaine.
En 2010, le climat de la commune est de type climat océanique altéré, selon une étude du CNRS s'appuyant sur une série de données couvrant la période 1971-2000. En 2020, Météo-France publie une typologie des climats de la France métropolitaine dans laquelle la commune est exposée à un climat océanique et est dans la région climatique  Bretagne orientale et méridionale, Pays nantais, Vendée, caractérisée par une faible pluviométrie en été et une bonne insolation. Parallèlement l'observatoire de l'environnement en Bretagne publie en 2020 un zonage climatique de la région Bretagne, s'appuyant sur des données de Météo-France de 2009. La commune est, selon ce zonage, dans la zone « Sud Est », avec des étés relativement chauds et ensoleillés.  
Pour la période 1971-2000, la température annuelle moyenne est de 11,4 °C, avec une amplitude thermique annuelle de 13,3 °C. Le cumul annuel moyen de précipitations est de 776 mm, avec 12,9 jours de précipitations en janvier et 7,1 jours en juillet. Pour la période 1991-2020, la température moyenne annuelle observée sur la station météorologique la plus proche, située sur la commune de Launay-Villiers à 16 km à vol d'oiseau, est de 11,6 °C et le cumul annuel moyen de précipitations est de 862,6 mm,. Pour l'avenir, les paramètres climatiques de la commune estimés pour 2050 selon différents scénarios d'émission de gaz à effet de serre sont consultables sur un site dédié publié par Météo-France en novembre 2022.

## Urbanisme

### Typologie
Au 1er janvier 2024, Étrelles est catégorisée bourg rural, selon la nouvelle grille communale de densité à sept niveaux définie par l'Insee en 2022.
Elle est située hors unité urbaine. Par ailleurs la commune fait partie de l'aire d'attraction de Vitré, dont elle est une commune de la couronne,. Cette aire, qui regroupe 30 communes, est catégorisée dans les aires de 50 000 à moins de 200 000 habitants,.

### Occupation des sols
L'occupation des sols de la commune, telle qu'elle ressort de la base de données européenne d'occupation biophysique des sols Corine Land Cover (CLC), est marquée par l'importance des territoires agricoles (86,7 % en 2018), en diminution par rapport à 1990 (95 %). La répartition détaillée en 2018 est la suivante : 
terres arables (54,3 %), prairies (17,3 %), zones agricoles hétérogènes (15,1 %), zones industrielles ou commerciales et réseaux de communication (4,8 %), forêts (3,4 %), zones urbanisées (3,1 %), espaces verts artificialisés, non agricoles (2 %). L'évolution de l'occupation des sols de la commune et de ses infrastructures peut être observée sur les différentes représentations cartographiques du territoire : la carte de Cassini (XVIIIe siècle), la carte d'état-major (1820-1866) et les cartes ou photos aériennes de l'IGN pour la période actuelle (1950 à aujourd'hui).

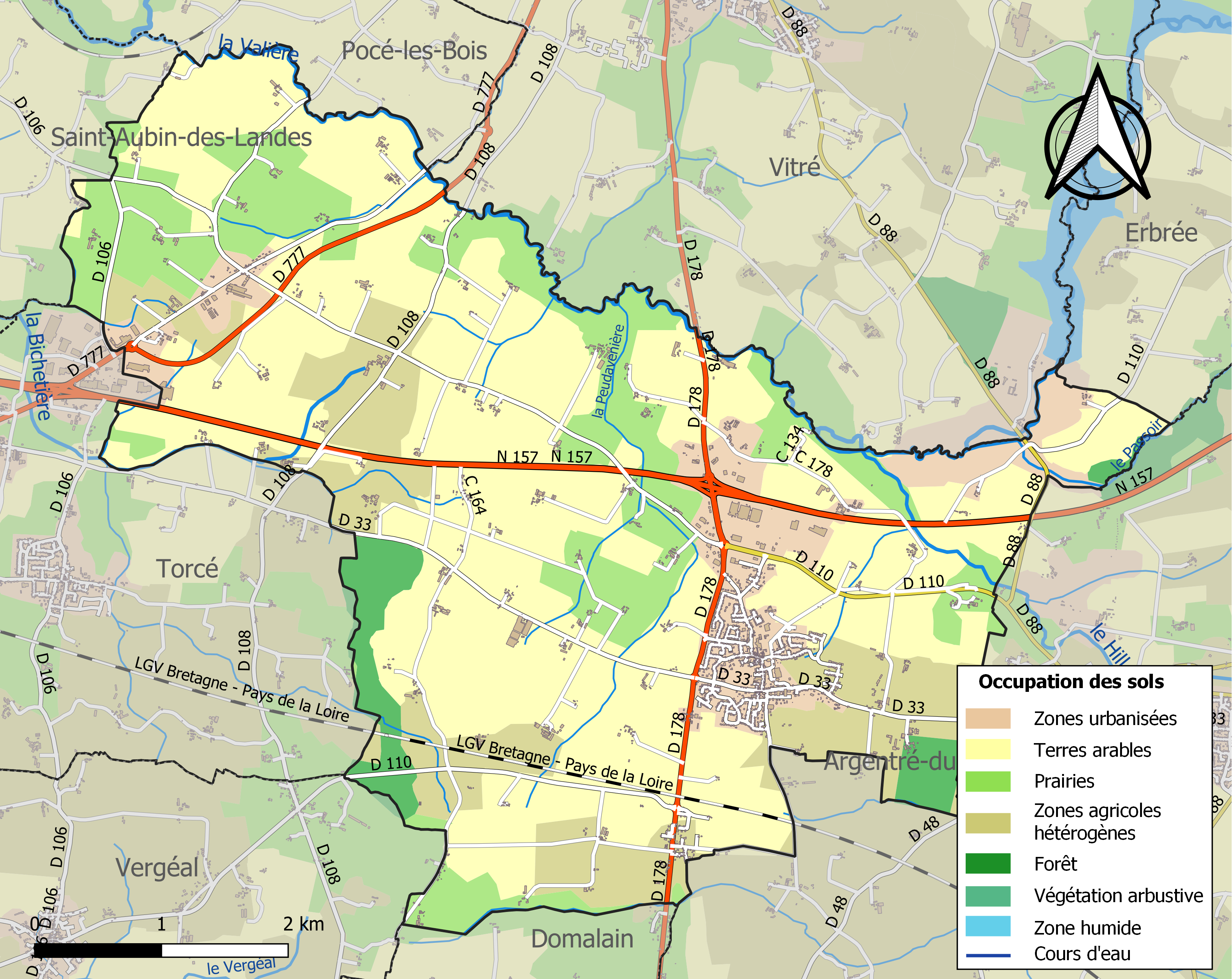
Carte des infrastructures et de l'occupation des sols de la commune en 2018 (CLC).

## Toponymie
Le nom de la localité est attesté sous les formes Straellae au XIe siècle, Estrailles au XIIe siècle.
La racine d'Étrelles est issu de Estrellis ou du latin strata (« voie pavée »)[source insuffisante], avec adjonction d'une fausse initiale (phénomène appelé prosthèse), et chute du -t intervocalique ; le mot a été en outre doté d'un suffixe familier diminutif -ella[réf. nécessaire]. À 200 mètres du bourg d'Etrelles passait la voie romaine de Rennes au Mans appelée
plus tard le Chemin des Sauniers aujourd'hui la N157.

## Histoire

### Antiquité
Une ancienne voie romaine de Rennes au Mans, appelée ensuite chemin des Saulniers passait à 200 m au sud de la commune.

### Époque moderne
La maison du Tertre, à Étrelles, date de 1553 ; elle porte au-dessus de sa porte d'entrée une marque de marchand, probablement un tisserand, réunissant dans un écusson le long d'un axe vertical des initiales et le chiffre 4 terminé par une croix, ce qui est un signe adopté à partir du Moyen-Âge par les marchands chrétiens.
Le fait le plus marquant de l'histoire est sans doute l'incendie du bourg le 21 novembre 1589 par 2 500 Huguenots sous les ordres de La Courdavon, gouverneur de Vitré, ville assiégée cette année-là par les Ligueurs ; 101 habitants du bourg ainsi que Julien Caillel, curé de la paroisse, y trouvèrent la mort. Un vitrail de l'église paroissiale Saint-Pierre-et-Saint-Paul commémore cet événement.

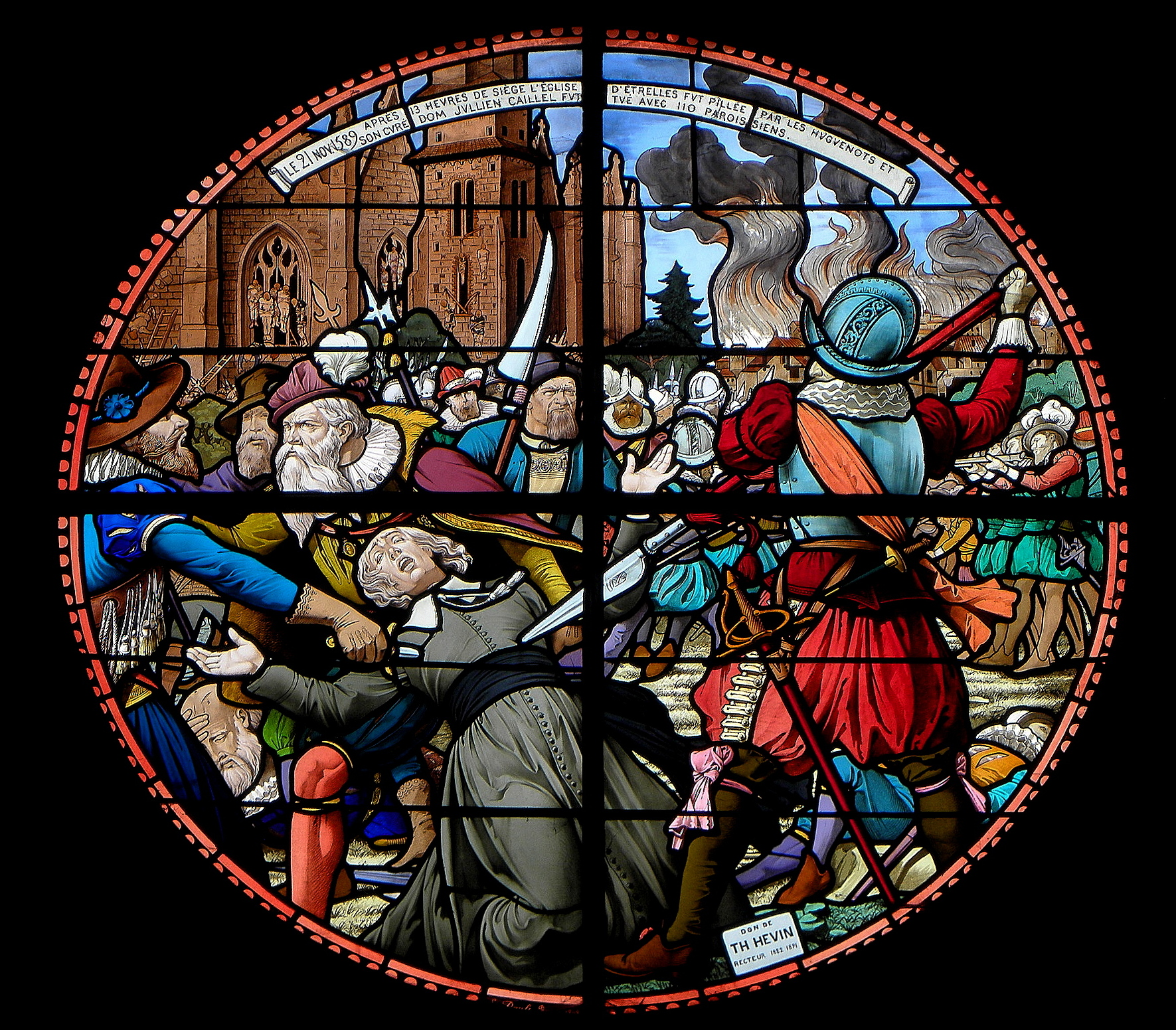
Vitrail de l'église paroissiale commémorant le massacre de 1589.

Le 21 novembre 1589 La Courdavon, gouverneur protestant de Vitré, fit une sortie avec ses soldats pour aller prendre Étrelles, prit par force le bourg, « prirent l'église et en fut tué dans ladite église dix sept ; et ceux qui étaient au clocher se rendirent par composition et furent pris à rançon quelque partie, et les autres
tués ou pendus (...) ; tuèrent dom Julien Caillet, curé de la dite paroisse, et pillèrent l'église et en emportèrent les richesses (...) croix, calices, chasubles, chapes et autres ornements » écrit le recteur de Saint-Martin de Vitré dans son registre des décès de l'année 1589.
En 1591, pendant les Guerres de la Ligue, « Champeaux, Châtillon, Izé, Étrelles, La Guerche, Domagné, Châteaugiron furent dévastés par les marches et collision [combats] des deux partis ».
Selon une tenue rendue le 4 novembre 1603 par la baronnie de Vitré, les fiefs de la Masure-Macé et de la Masure Gouverneur, tous deux en Étrelles, devaient obéissance et payer chaque année une « rente amandable » à la seigneurie de Troussanaye, située en Pocé.
Un chemin des saulniers (emprunté par les faux-sauniers pratiquant la contrebande du sel entre la Bretagne et le Maine, pays de gabelle, passe à la limite des communes de Veneffles (désormais annexée par la commune de Châteaugiron) et d'Ossé avec celles de Chaumeré (désormais annexée par la commune de Domagné) et Saint-Aubin-du-Pavail, puis, après avoir traversé Domagné, passe à la limite de celle de Cornillé avec celles de Torcé et Louvigné-de-Bais avant de rejoindre, via Étrelles et Argentré-du-Plessis, Le Pertre. Ce chemin des saulniers est d'origine ancienne, c'est probablement une ancienne voie romaine ; son tracé se lit encore très bien sur une carte, empruntant successivement de l'ouest vers l'est des tronçons des routes départementales D 93, D 104, D 35, à nouveau D 104 et enfin D 33.
Une épidémie de dysenterie fit des ravages en 1756 : « les paroisses les plus affligées sont celles de Balazé, Châtillon-en-Vendelais, Étrelles, Erbrée, Teillé [en fait Taillis), Saint-Christophe-des-Bois, Saint-Jean-sur-Vilaine et les environs de Saint-Martin de Vitré. Il y a, à ce qu'on m'a assuré, dans ces paroisses, quatre, cinq ou six enterrements par jour et, ce qu'il y a de plus touchant dans une pareille désolation, c'est que la plupart des gens de campagne s'abandonnent, et qu'en quelques endroits on n'a pas pu faire la récolte de blé noir faute de monde » écrit le subdélégué Charil.
Jean-Baptiste Ogée décrit ainsi Étrelles en 1778 :

« Étrelles, à huit lieues et quart à l'est de Rennes, son évêché et son ressort, et à une lieue et demie de Vitré, sa subdélégation. M. Haye de Nétumière en est le seigneur. On y compte 1 500 communiants ; la cure est présentée par le trésorier de l'église cathédrale de Rennes. (...) [La seigneurie des Rochers] a haute, moyenne et basse-justice et appartient maintenant à M. Haye des Nétumières, qui possède, dans le même territoire, les maisons nobles de la Haye, de Fercé et du Pin, chacune avec haute, moyenne et basse-justice. On voit encore dans cette paroisse les maisons de la Maillardière, de la Pivenchière, la Miochère, la Grande et la Petite-Batte, la Vigne, le Plessis d'Étrelles, les Maurepas et l'Épine. Ce territoire est coupé par la route de Vitré à La Guerche, et de plusieurs ruisseaux qui vont tomber dans la Vilaine [en fait dans la Valière], et sur lesquels sont des étangs, avec des moulins à grain. Ces ruisseaux fertilisent les prairies nombreuses qui sont sur leurs bords ; les terres de cette paroisse sont très fertiles et assez bien cultivées ; on y voit beaucoup de hameaux, peu de landes et un petit bois nommé le bois d'Étrelles et de Mondron. On y fait du cidre. »

### Révolution française
Le 31 juillet 1791, les gardes nationales de Bais et de Vitré fouillèrent le presbytère d'Étrelles, puis visitèrent le château du Plessis en Argentré, y commettant de gros dégâts. Le 4 septembre 1791 le presbytère d'Étrelles est à nouveau visité et cette fois entièrement saccagé.
Dans la seconde quinzaine de novembre 1793, des rassemblements suspects sont signalés à Argentré, Balazé, Champeaux, Châtillon, Cornillé, Étrelles, Montautour, Le Pertre, Taillis et Vergeal.
La colonne ou canton d'Argentré, des chouans membres de la division de Vitré de l'Armée catholique et royale de Rennes et de Fougères, eut pour chef Toussaint du Breil de Pontbriand, secondé par Louis Hubert. Elle était divisée en plusieurs compagnies : compagnie d'Étrelles (capitaine : Pierre (ou Louis) Judget, dit L'Intrépide, lieutenants : Louis (ou René) Rétif, dit La Douceur et François Berhaut), compagnie d'Argentré-du-Plessis, compagnie de Saint-M'Hervé, compagnie de La Chapelle-Erbrée, compagnie du Pertre, compagnie de Vitré.

### LeXIXesiècle
A. Marteville et P. Varin, continuateurs d'Ogée, décrivent ainsi Étrelles en 1843 :

« Étrelles (sous l'invocation de saint Pierre), commune formée par l'ancienne paroisse du même nom, aujourd'hui succursale. (...) Superficie totale : 2 719 hectares (...) dont (...) terres labourables 1 807 ha, prés et pâtures 426 ha, bois 160 ha, vergers et jardins 83 ha, landes et incultes 124 ha, étangs 6 ha (...). Moulins : 3 (de Montperron, du Pont d'Étrelles, de Badier, à eau). Maisons remarquables : Marepalu, la Largère, la Grande Paste. Principaux villages : la Billonnière, le Pont-Thébault, la Bouttaudière, le Haut-Montperron, le Tertre, Dronié, la Maison-Neuve, la Savatrais, les Héris, la Motte-Gérard, la Géraudière, le Pot-de-Vinière, la Tirlais, la Petite-Lande, la Fleuriais, la Barbotterie. (...). La commune est traversée du nord au sud par la route royale n° 178, dite de Caen aux Sables d'Olonne ; elle est limitée au nord par la Vilaine [en fait par la Valière] ; on y voit dans le nord-est le petit étang de Beuvron. Géologie : schiste argileux. On parle le français [en fait le gallo]. »

En 1866, des cas de choléra sont observés à Étrelles où, du 18 août au 3 novembre, 60 personnes, dont 40 emmes, ont été atteintes. 3 personnes ont succombé à cette épidémie. Des cas moins nombreux sont signalés dans plusieurs communes voisines.
Dans la nuit du 26 au 27 mars 1891, l'ancienne église paroissiale disparaît dans un incendie. L'antique édifice figure également sur un second vitrail de l'église actuelle.

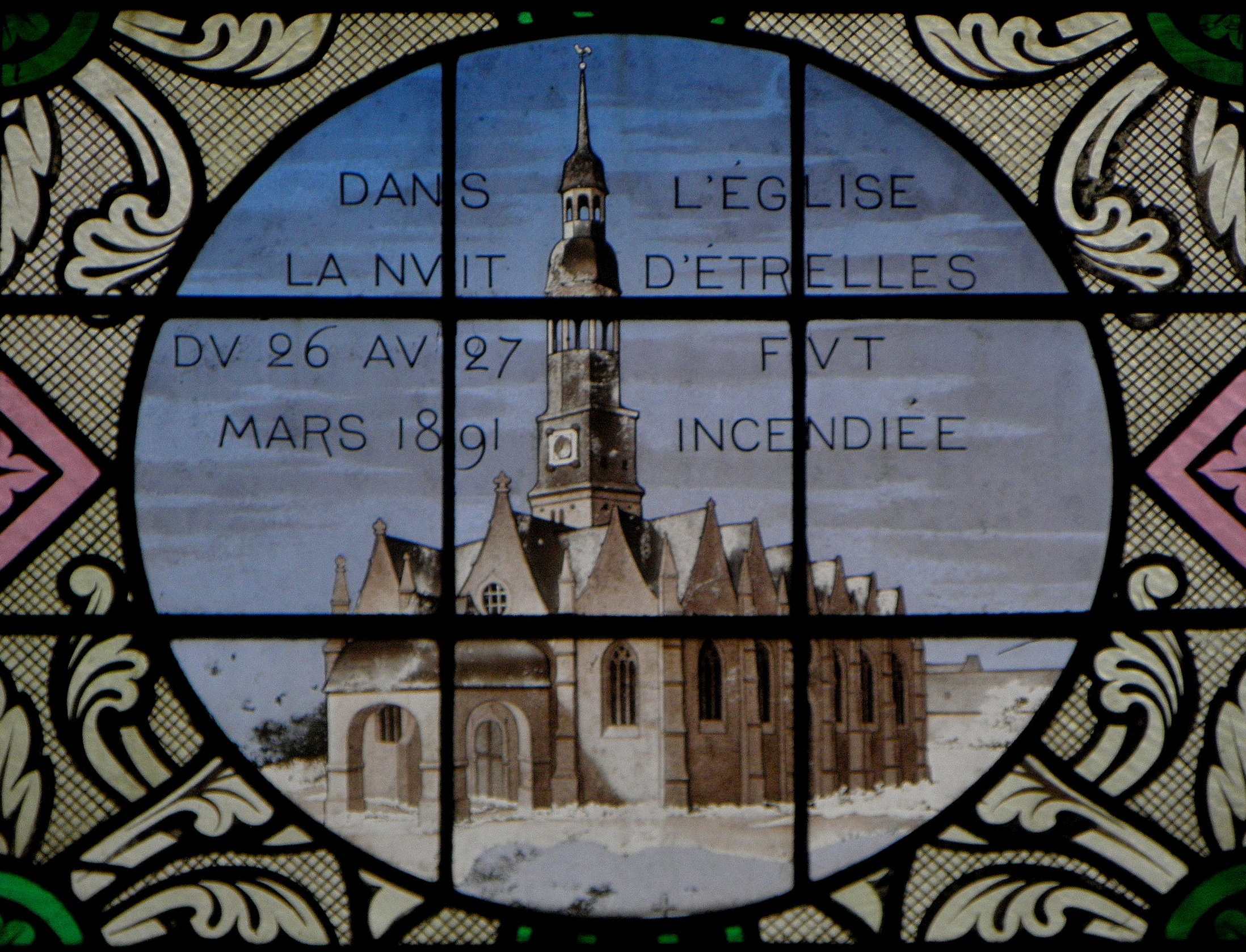
L'ancienne église paroissiale.
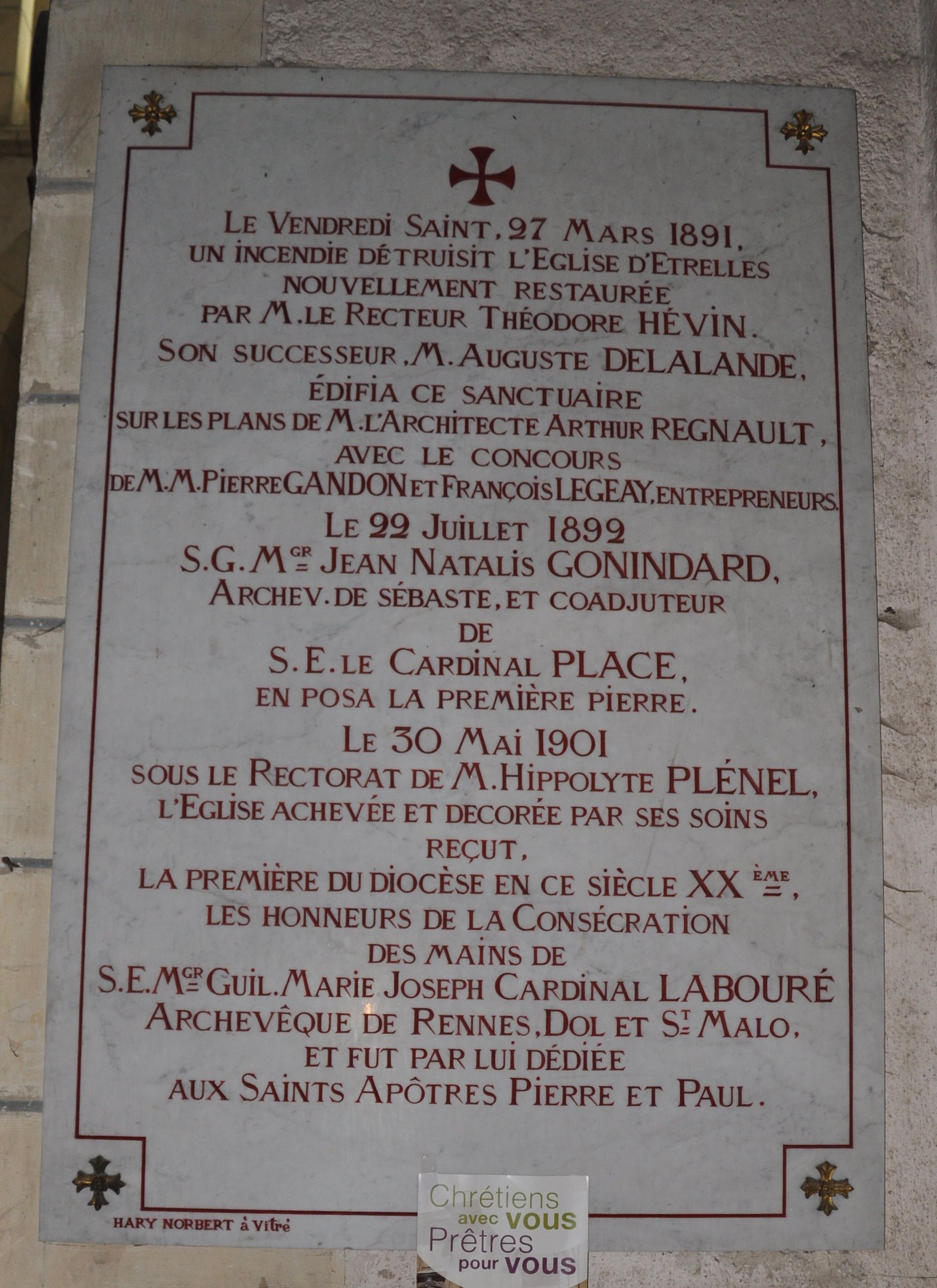
Plaque rappelant l'incendie de l'église d'Etrelles en 1891

### LeXXesiècle

#### LaBelle Époque
En 1904, une épidémie de typhoïde sévit à Saint-Aubin-des-Landes et Étrelles.

#### La Première Guerre mondiale
Le monument aux morts d'Étrelles porte les noms de 68 soldats morts pour la France pendant la Première Guerre mondiale. Un autre (P. Fadier) est mort en 1920, dans des circonstances qui restent à préciser.

#### L'Entre-deux-guerres
En 1926, l'école publique d'Étrelles n'avait qu'un seul élève.

#### La Seconde Guerre mondiale
Le monument aux morts d'Étrelles porte les noms de six personnes mortes pour la France pendant la Seconde Guerre mondiale.

#### L'après Seconde Guerre mondiale
Deux soldats originaires d'Étrelles (Roger Jeusselin et Pierre Monnerie) sont morts pour la France pendant la guerre d'Algérie.

## Héraldique
| Blason de Étrelles | Blason  | De gueules à l'épée haute d'argent, à deux clefs du même passées en sautoir et brochant sur l'épée ; au chef d'hermine. |
| Blason de Étrelles | Détails | Le statut officiel du blason reste à déterminer.                                                                        |

## Politique et administration
| Période                                  | Période                      | Identité               | Étiquette | Qualité |
| ---------------------------------------- | ---------------------------- | ---------------------- | --------- | --- |
| Les données manquantes sont à compléter. |                              |                        |           | |
| ca. 1934                                 |                              | M. Jary                |           | |
| avant 1947                               | mars 1959                    | Alexandre Martin       |           | Maire honoraire |
| mars 1959                                | mars 1989                    | Pierre Gouin           | MRP       | Artisan commerçant Suppléant du député Alexis Méhaignerie (1962 → 1967)                                                   |
| mars 1989                                | mars 2008                    | Bernard Rubin          | DVG       | Maire honoraire |
| mars 2008                                | En cours (au 4 janvier 2023) | Marie-Christine Morice | UDI       | Accueillante familiale Conseillère départementale de La Guerche-de-Bretagne (2021 → ) Vice-présidente de Vitré Communauté |

## Démographie
L'évolution du nombre d'habitants est connue à travers les recensements de la population effectués dans la commune depuis 1793. Pour les communes de moins de 10 000 habitants, une enquête de recensement portant sur toute la population est réalisée tous les cinq ans, les populations de référence des années intermédiaires étant quant à elles estimées par interpolation ou extrapolation. Pour la commune, le premier recensement exhaustif entrant dans le cadre du nouveau dispositif a été réalisé en 2006.
En 2022, la commune comptait 2 670 habitants, en évolution de +5,37 % par rapport à 2016 (Ille-et-Vilaine : +5,46 %, France hors Mayotte : +2,11 %).
La population d'Étrelles est restée stable tout au long du XIXe siècle oscillant autour de 1 600 habitants. Elle diminue au tournant du XXe siècle pour s'abaisser à 1 303 habitants en 1921.
| 1793  | 1800  | 1806  | 1821  | 1831  | 1836  | 1841  | 1846  | 1851  |
| ----- | ----- | ----- | ----- | ----- | ----- | ----- | ----- | ----- |
| 1 575 | 1 145 | 1 592 | 1 722 | 1 903 | 1 601 | 1 603 | 1 594 | 1 685 |

| 1856  | 1861  | 1866  | 1872  | 1876  | 1881  | 1886  | 1891  | 1896  |
| ----- | ----- | ----- | ----- | ----- | ----- | ----- | ----- | ----- |
| 1 616 | 1 538 | 1 574 | 1 455 | 1 488 | 1 536 | 1 564 | 1 590 | 1 570 |

| 1901  | 1906  | 1911  | 1921  | 1926  | 1931  | 1936  | 1946  | 1954  |
| ----- | ----- | ----- | ----- | ----- | ----- | ----- | ----- | ----- |
| 1 530 | 1 484 | 1 426 | 1 303 | 1 390 | 1 319 | 1 313 | 1 271 | 1 332 |

| 1962  | 1968  | 1975  | 1982  | 1990  | 1999  | 2006  | 2011  | 2016  |
| ----- | ----- | ----- | ----- | ----- | ----- | ----- | ----- | ----- |
| 1 232 | 1 251 | 1 327 | 1 486 | 1 809 | 2 130 | 2 479 | 2 573 | 2 534 |

| 2021  | 2022  | - | - | - | - | - | - | - |
| ----- | ----- | - | - | - | - | - | - | - |
| 2 640 | 2 670 | - | - | - | - | - | - | - |

## Économie
La ville accueille le site de l'entreprise Thales Microelectronics, lequel prévoit d'offrir 950 emplois fin 2023

## Culture locale et patrimoine

### Lieux et monuments
- Il semble qu'une ancienne voie romaine reliant Rennes au Mans, traverse le village. Appelée ensuite Chemin des Saulniers puis Route du Maine, elle passait à 200 mètres au sud du bourg. Elle est recouverte aujourd'hui par la rue et la route des Saulniers et par la route départementale 33[51].
- En 1700, François Vignier traite pour la construction du maître-autel de l'église d'Étrelles[Note 5]. Cet autel a disparu lors de la reconstruction de l'église.

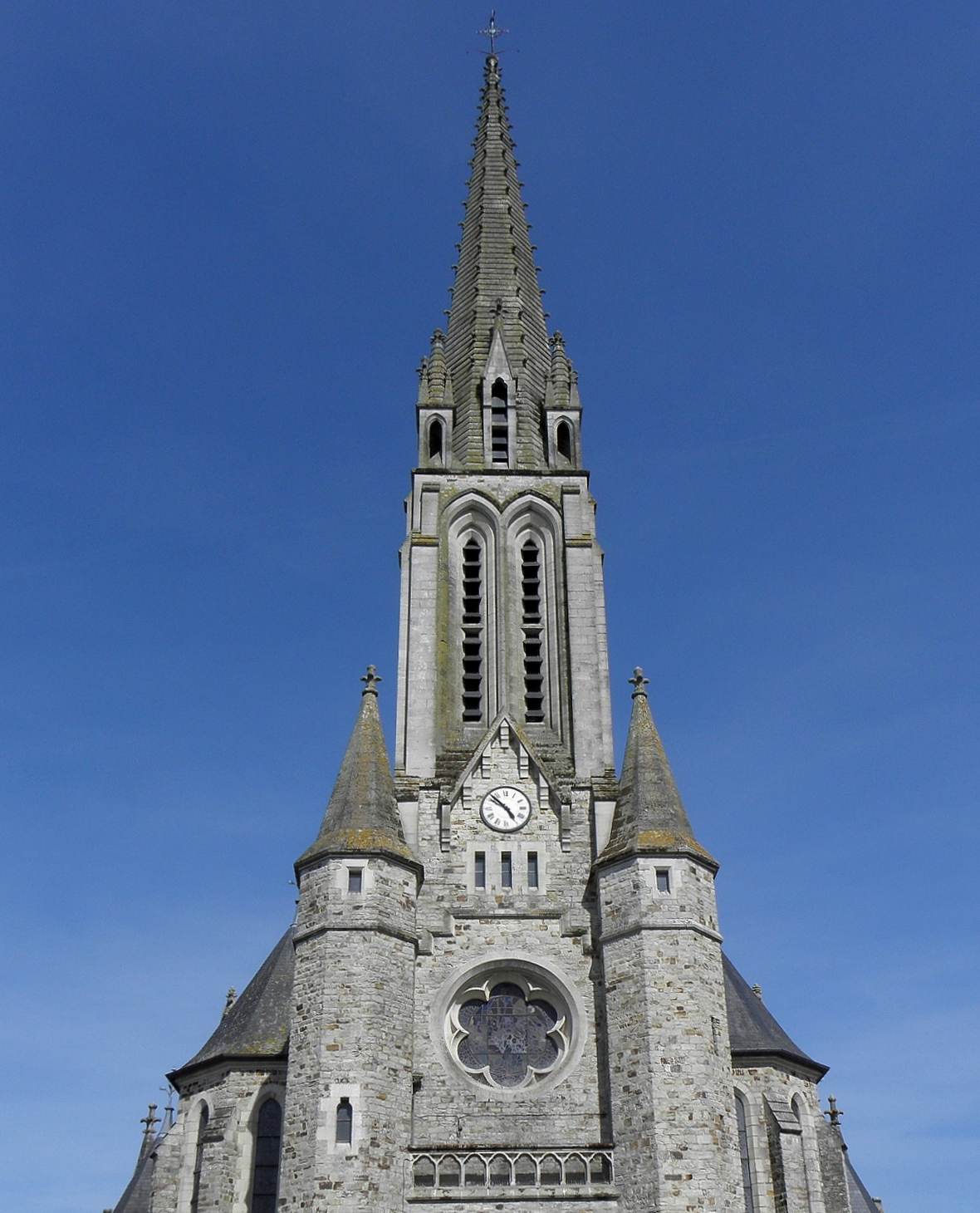

- L'église Saint-Pierre-et-Saint-Paul, œuvre de l'architecte Arthur Regnault, a été érigée après que l'ancienne fut incendiée en 1891. La nef et le chœur de l'édifice datent de 1892-1901. Le sculpteur rennais Cotard est l'auteur du maître-autel et son retable. La stalle de la présidence, œuvre de l'atelier Augerie de Vitré, date de 1895. L'ensemble de sa vitrerie figurative a été inscrit à l'inventaire supplémentaire des monuments historiques par arrêté du 25 mars 1981[52].

### Activité et manifestations

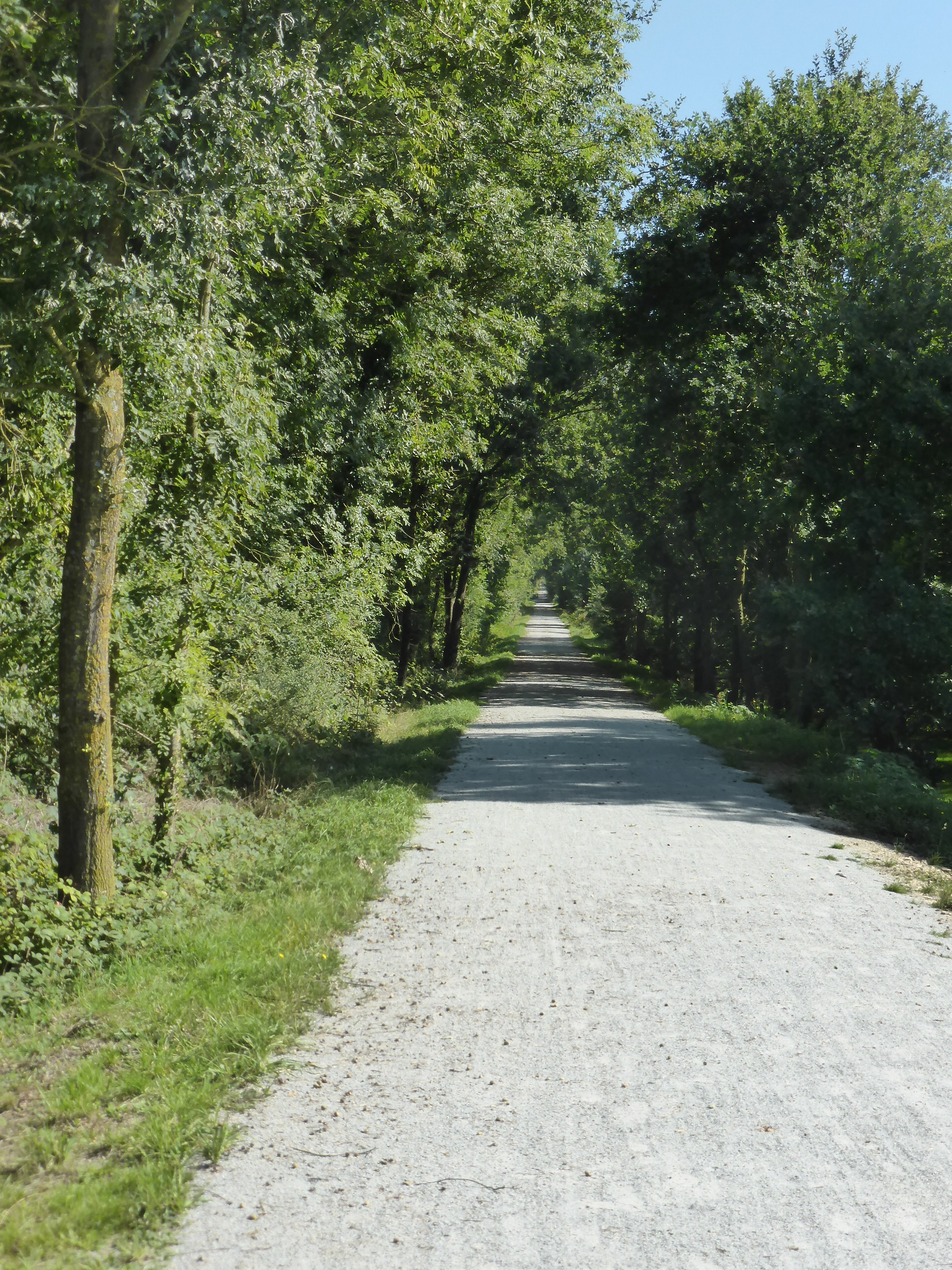
La voie verte Vitré-Moutiers.

L'ancienne voie ferrée qui reliait Vitré à La Guerche de Bretagne est transformée en voie verte. Le parcours de 20 km, utilisé par randonneurs, cyclistes et chevaux, part de Vitré, passe au nord du bourg d'Étrelles et se termine à Moutiers.

### Personnalités liées à la commune
- Arthur de La Borderie.